# Haven, Kansas
Haven là một thành phố thuộc quận Reno, tiểu bang Kansas, Hoa Kỳ. Năm 2010, dân số của xã này là 1237 người.

## Dân số
Dân số các năm:
- Năm 2000: 1175 người
- Năm 2010: 1237 người